# Juan Vila (football)
Pour les articles homonymes, voir Vila et Juan Vila.
Juan José Vila Lalaguna, né le 19 décembre 1916 à La Garriga (Catalogne) et mort le 28 mai 2006 à Pertuis (Vaucluse), est un footballeur espagnol naturalisé français évoluant au poste de gardien de but.

## Biographie
Juan Vila évolue dans les clubs espagnols du CF Badalona et du RCD Espanyol jusqu'en 1940. Il part ensuite à Marseille, évoluant dans les clubs locaux de Château-Gombert et des SA Phocéens avant de rejoindre l'Olympique de Marseille en 1942. Il y reste jusqu'en 1949, avec un intermède au SO Montpellier de 1946 à 1947, et remporte avec l'OM le titre de champion de France en 1948 (il joue deux matchs cette saison-là, étant troisième gardien derrière Armand Libérati et Roland Amar). Naturalisé français, en 1948, il joue ensuite au GSC Marseille avant de terminer sa carrière à l'US Marignane.

## Palmarès
Olympique de Marseille
- Championnat de France (1) :
  - Champion : 1947-48.